# ريها ارديم
ريها ارديم (بالتركية: Reha Erdem) (و. 1960  م) هو مخرج أفلام، وكاتب سيناريو، ومونتير تركي، ولد في إسطنبول.

## التعليم
تعلم في ثانوية غلطة سراي، وتعلم في جامعة بوغازيتشي
.

## وصلات خارجية
- ريها ارديم على موقع IMDb (الإنجليزية)
- ريها ارديم على موقع قاعدة بيانات الأفلام العربية
- ريها ارديم على موقع ألو سيني (الفرنسية)
- ريها ارديم على موقع أول موفي (الإنجليزية)
- ريها ارديم على موقع قاعدة بيانات الأفلام السويدية (السويدية)
- ريها ارديم على موقع قاعدة بيانات الفيلم (الإنجليزية)
- ريها ارديم على موقع كينوبويسك (الروسية)